# Sed (svátek)
Sed byl staroegyptský svátek, který měl za účel omladit faraona, když slavil třicáté výročí svého nástupu na trůn a poté znovu každé 3 nebo 4 roky poté. Vyobrazení tohoto svátku se nachází například v Džoserově jižním hrobu, v Niuserreově sluneční svatyni či v zádušním chrámu Sahurea, Tetiho a Pepiho II. První zmínky o něm pochází z 1. dynastie. Zřejmě nahradil rituál vraždy faraona, který kvůli vysokému věku nebyl schopen efektivně vládnout.